# Dow Chemical
The Dow Chemical Company (рус. «Доу Кемикал») — международная химическая компания, с 2019 года дочерняя структура Dow Inc.

## История
Компания была основана в 1897 году химиком Гербертом Доу. Поначалу компания занималась получением бромидов из рапы солёных озёр; бромиды использовались для производства отбеливателя и в фотографии. 
В 1913 компания решила сосредоточиться на рынке сельскохозяйственных химикатов и ушла с рынка отбеливателей. В 1920 производила различные химические продукты, включая дибромид этилена, применявшийся в этилированном бензине, и хлорид кальция в форме хлопьев. В 1931 создала дочернюю компанию Ethyl Dow для добычи брома, используемого в производстве антидетонационных присадок к бензину.
Первая мировая война значительно ослабила позиции химических компаний Германии, и Dow Chemical начала быстро расти, оборот увеличился с 4 млн долларов в 1920 году до 15 млн долларов в 1930 году;, со временем расширяя сферу своей деятельности и превратившись к концу XX века в одну из крупнейших транснациональных корпораций. С 1930-х годов Dow Chemical стала выпускать пластмассы, что со временем стало одним из основных направлений бизнеса.
В 1931 начала свою деятельность в сфере производства пластмасс с выпуска этилцеллюлозных смол под торговой маркой Ethocel. В 1937 году акции компании Dow Chemical были включены в листинг Нью-Йоркской фондовой биржи.
В 1940—1941 годы Dow открыла во Фрипорте (Техас) свою первую фабрику по добыче магния из морской воды; магний широко использовался при производстве боеприпасов. Фрипортская фабрика — одно из крупнейших химических производственных объектов в мире. В 1942 году Dow Chemical расширила свою деятельность на международном уровне, основав филиал в Канаде.
В 1943 году Dow и Corning Inc. создали совместное предприятия Dow Corning по производству силиконов для нужд армии.
В послевоенное время Dow начала делать больший акцент на потребительские товары, в частности производство упаковки, а также начала расширяться за пределы Северной Америки. В 1952 году была основана Asahi-Dow - первая дочерняя компания в Японии. 
В 1960 году была куплена фармацевтическая компания Allied Labs, также в начале 1960-х годов компанией были разработаны грудные силиконовые имплантаты. В 1960 году компания Dow Chemical стала частью команды технических специалистов, работавших над американской космической программой. 
С 1966 года компания стала объектом акций протеста против войны во Вьетнаме, поскольку являлась производителем напалма. В 1964 году продажи Dow достигли 1 млрд долларов, в 1971 — 2 млрд, в 1980 году — 10 млрд. 
В 1968 году космический корабль «Аполлон-8» вернулся в атмосферу Земли.  Его теплозащитный экран был изготовлен с использованием эпоксидных смол производства Dow Chemical. В 1970 году компания Dow Chemical представила полную линейку продуктов для применения в автомобильной промышленности. В 1973 году Dow Chemical стала первой иностранной промышленной компанией, включенной в листинг Токийской фондовой биржи. 
В 1981 году фармацевтическое подразделение было расширено покупкой компании Merrell Drug, а с приобретением компании Texize в 1984 году Dow вышла на рынок моющих средств. В 1987 году было создано совместное предприятие с Eli Lilly and Company, названное DowElanco; оно занималось производством агрохимии (пестицидов).
В августе 1999 года Dow купила компанию Union Carbide (виновника событий в Бхопале, крупнейшей техногенной катастрофы в истории, за которую корпорация так и не понесла никакого наказания), за 9,3 млрд долларов. После поглощения Dow стала второй по величине (после DuPont) химической компанией.
2 ноября 2006 года Dow и «Изолан», ведущий российский производитель полиуретановых систем, основали совместное предприятие «Дау Изолан» и открыли завод в г. Владимир.
В 2007 году Dow Chemical расширила свой аграрный сектор, приобретя подразделение Wolff Walsrode у Bayer за 603 миллиона долларов, а также компании Agromen Tecnologia (Бразилия) и Duo Maize (Нидерланды), специализирующиеся на семеноводстве кукурузы.
В апреле 2009 года Dow приобрела своего конкурента Rohm and Haas Co. за 15,3 млрд долларов (78 долларов за акцию).
В 2010 году Dow становится официальным Всемирным партнёром Международного олимпийского комитета.
27 марта 2015 года Dow и Olin Corporation объявили о заключении соглашения, согласно которому Dow выделит значительную часть бизнеса по производству хлора для слияния с Olin с целью обеспечения лидерства в индустрии. Объединённая компания стала крупнейшим производителем хлора в мире.
11 декабря 2015 года Dow объявила о предполагаемом равноценном слиянии с DuPont. Уровень совместной рыночной капитализации объединённой компании DowDuPont оценивается в 130 млрд долларов и предполагает равную долю владения акционерами обеих компаний. В марте 2017 года Европейская Комиссия одобрила слияние Dow и DuPont при выполнении ряда условий. Слияние было завершено в августе 2017 года. В апреле 2019 года DowDuPont была разделена на 3 независимые публичные компании: сельскохозяйственная компания (Corteva), компания производственных материалов (Dow Inc.) и компания специализированных продуктов («новая» DuPont).

## Акционеры
Крупнейшие владельцы акций Dow Chemical на 2016 год :
- The Vanguard Group, Inc. — 6,46 %
- State Street Corporation — 3,99 %
- Wellington Management Company — 2,51 %
- BlackRock Institutional Trust Company, N.A. — 2,58 %
- FMR, LLC — 1,90 %
- Capital World Investors — 2,43 %
- Capital Research Global Investors — 1,30 %[16][17].

## Руководство
Председателем совета директоров и главным исполнительным директором с 2004 года был Эндрю Ливерис. После слияния с DuPont до апреля 2018 года возглавлял объединённую компанию DowDuPont.

## Деятельность
Dow производила высокотехнологичные материалы, продукты специальной химии, продукты для сельского хозяйства и различные пластмассы, компания поставляет свои продукты в 160 стран мира.
Ассортимент продукции компании включал около 7000 наименований, которые производились на 189 заводах в 34 странах.
Продукция и разрабатываемые решения применялись в таких отраслях, как упаковочная промышленность, электроника, водоснабжение, энергопотребление, лакокрасочные материалы и сельское хозяйство.

## Dow в России и СНГ
В России компания присутствует на рынке более 40 лет, первое представительство открылось в 1974 году в Москве. По состоянию на 2017 год региональные представительства имелись в Москве, Киеве (Украина) и Нур-Султане (Казахстан). Штат сотрудников насчитывал около 300 специалистов. В России есть два производственных объекта: завод по производству полимерных дисперсий в Раменском («ФИННДИСП») и завод по выпуску полиуретановых систем во Владимире («Дау Изолан»).
Dow получила предприятие ООО «ФИННДИСП» путем слияния с Rohm and Haas в 2009 году, специализирующееся на выпуске полимерных дисперсий. Завод «ФИННДИСП» находится в городе Раменское. В 2008 году «ФИННДИСП» вывел первую партию продукции на российский рынок.

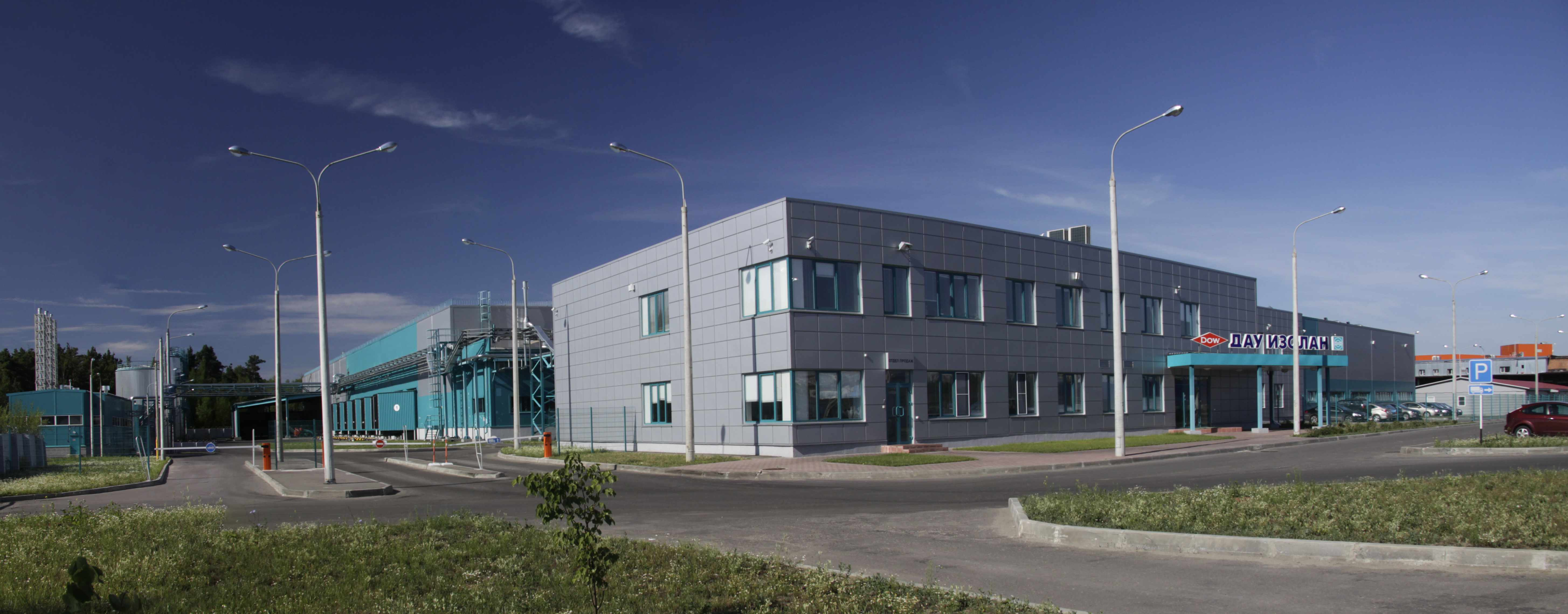
Дау Изолан

В 2006 году Dow и «Изолан» объявили об образовании совместного предприятия, специализирующегося на выпуске полиуретановых систем — ООО «Дау Изолан». В 2009 году во Владимире открылся завод «Дау Изолан». По состоянию на 2017 год мощность завода составляет 100 тысяч тонн систем в год. Ассортимент продукции, разработанной специалистами «Дау Изолан» — около 250 различных видов систем. Предприятие производит 3 % валового регионального продукта.
В 2007 году Dow подписала меморандум о намерениях с ОАО «Сибур» и ОАО «Газпром» в области глубокой переработки углеводородного сырья.
В 2011 году Dow и Фонд «Сколково» заключили соглашение о совместной разработке модели участия компании Dow в проекте «Сколково». В этом же году Dow и Роснано заключили соглашение о сотрудничестве в таких областях, как инфраструктура, энергоэффективность, облегченные материалы, медицина и биотехнологии.
В 2013 году Dow, DowAksa, РОСНАНО и холдинговая компания «Композит» подписали соглашение о намерениях в области совместной разработки и производства продуктов из углеродного волокна в России.
Dow является членом Российского союза химиков, Американской торговой палаты в России (AmCham) и Ассоциации Европейского бизнеса (AEB).